# Хейли (Айдахо)
Хейли (англ. Hailey) — город и административный центр округа Блейн , американского штата Айдахо. Расположен в долине реки Вуд в центральной части Айдахо. Население составляло 7960 человек по переписи 2010 года, по сравнению с 6200 в 2000 году. В Хейли находится аэропорт Фридмана Мемориал (SUN), аэропорт для курортной зоны Сан-Вэлли/Кетчум, в 12 милях (19 км) к северу. С 1882 по 1895 год Хейли был административным центром ныне несуществующего округа Алтурас.
Город назван в честь Джона Хейли, двукратного делегата Конгресса от Территории Айдахо.

## Население
| 2010 | 2020  |
| ---- | ----- |
| 7960 | ↗9161 |